# Sturisoma barbatum
Sturisoma barbatum är en fiskart som först beskrevs av Kner, 1853.  Sturisoma barbatum ingår i släktet Sturisoma och familjen Loricariidae. Inga underarter finns listade i Catalogue of Life.